# Villa Franzan

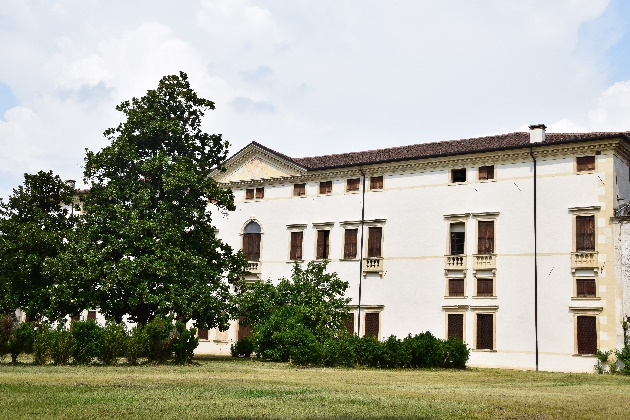
Villa Franzan

Villa Franzan, situada na contrada de Barcon di Sarcedo, no território situado a noroeste da comuna de Sarcedo, é muito mais que um complexo residencial de villa veneta, sendo um testemunho da antiga e quase desaparecida "civilização da villa veneta" que deixou também em Sarcedo os seus traços evidentes. A sua história não pode ser desligada da localidade na qual foi edificada, tanto que, o nome pelo qual indicavam os edifícios era Il Barcon; por este nome a gente do local chama, ainda hoje, o majestoso complexo arquitectónico que, no século XIX, teve a importante função de hospedar o Seminário de Pádua, embora este se encontre num estado de completo abandono e ruína desde há mais de quatro décadas.

## A contrada de Barcon
A contrada de Barcon, situada na zona limítrofe da região e de origens muito antigas, conservou em grande parte as suas características originais (sobretudo os campos que se estendem a este da villa até ao ribeiro Igna), ou seja, terrenos planos com funções predominantemente agrícolas. Actualmente, o primeiro testemunho do termo Barcon que emerge dos documentos é extraído do Balanzon (balanço - estimativa das casas e dos terrenos) dos anos 1541-1544, no qual o nobre Rizzardo Alidosio, de Vicenza, aparece como proprietário "campos 75 na contrada de Barchon com uma parcela junto da via comuna",  além de outras propriedades em grande número. devemos, pois, acrescentar uma outra data, que se obtém através da inscrição no capitel existente na esquina noroeste do recinto murado de Barcon, o qual recita:
APPARIZIONE DELLA / B. V. M. / DI CARAVAGGIO / XXVI MAG. MCDXXXII / ALLA PIA GIANNETTA
Embora este acontecimento, de 1432, que acrescenta à localidade uma aura de sacralidade, não esteja presente noutros documentos, a data anticipa em mais de um século a primeira datação de tais lugares.
Desta nota pode, assim, afirmar-se que este território foi considerado importante pelos seus terrenos férteis e pela sua configuração geográfica, sendo, portanto, certamente habitado e cultivado pelo homem desde tempos antigos.
A sua origem antiga fez com que o próprio termo Barcon (que resumidamente "grande recinto de campos”) Além da contrada da região, fosse aplicado, também, à grandiosa estrutura arquitectónica ali edificada pelos Franzani, por volta do ano de 1665, com o recinto de campos anexo.

## A villa
Os Franzani (Franzan) eram originários do Lago di Como e migraram para Thiene, no final do século XVI, para desenvolverem a sua actividade de comerciantes de tecidos ("merzari"); com o passar do tempo, acumularam grande fortuna e investiram os seus capitais na aquisição de numerosas parcelas de terreno nas regiões limítrofes a Thiene. Mais tarde, coroaram a sua ascensão social com a aquisição dum título de nobreza.
A única datação certa que se possui da edificação do complexo de Barcon diz respeito à construção da igreja de Santo António, no ano de 1666. A villa foi seguramente construída no mesmo período, ou até mesmo antes de tal data, visto que em 1665 o Conde Domenico Franzani denunciou a posse em Sarcedo de "uma percela de terra arável e plantada e vedada na contrada do Barcon com casa sobre dominical por mim habitada (...), campos quarenta e cinco quartos uma mesa noventa e nove". A estes 145 campos juntavam-se mais cerca de catorze, para um total de quase 160 campos só nesta contrada; no seu conjunto, os campos possuídos por Domenico em Sarcedo somavam cerca de 395.
Um mapa de 1673 mostra o Barcon como devia apresentar-se naqueles anos, uma vez terminado o projecto construtivo. Neste extraordinário mapa aparece, em voo de ave, um complexo senhorial deveras imponente: o corpo da villa principal, residência dos Franzani, apresenta-se tal e qual como ainda se pode ver actualmente; em parte alinhada com o palácio e em parte em ângulo recto com este encontravam-se galerias com uma longuíssima arcada que, num certo ponto, era interrompida por uma torre colombófila com a altura aproximada da villa; existia, por outro lado, uma terceira ala de edifícios a sul. Nestes edifícios rústicos deviam encontrar-se os estábulos, os palhieiros e os apartamentos dos trabalhadores que serviam as funções de carácter agrícola do complexo. Estão indicados, também, os dois acessos ao pátio fechado por um alto muro a poente: uma porta mais pequena e um grande portão, que se têm mantido com o passar dos séculos; a norte vê-se o oratório de Santo António com a fachada frente à estrada e à área, também recintada por um muro, que servia de horta.
O notável historiador de arte vicentino Renato Cevese afirma que a Villa Franzan é enorme e que as dimensões "são excepcionais mesmo para uma villa seiscentista". Esta é composta por três andares caracterizados por catorze janelas (que se possam contar no mapa escassamente ilustrado) e por uma porta de entrada no piso térreo, por catorze janelas e um grande janelão curvilíneo com parapeito encimado por uma cabeça humana no piano nobile (andar nobre), e por quinze janelas na mansarda. Tais janelas são simples na estremidade, duplas as outras e bastante combimadas as quatro centrais, mais chegas à porta e ao janelão; este ritmo compositivo é repetido nas duas fachada da villa, mas a voltada a sul é enriquecida por um frontão triangular. Um outro frontão triangular conclui o flanco da villa voltado a oeste, o qual se estende ao longo da estrada; aqui encontram-se duas janelas em cada andar, mas as do andar nobre encontram-se ambas realçadas por balaustrada e adornos com cabeças humanas na chave do arco. Cevese considera tal flanco o "momento arquitectonicamente mais alto" do edifício e afirma que "isso obtém beleza pela fina tecedura dos elementos, distanciados em sentido horizontal e vertical, pela variedade das formas e pela felicidade de todas as ligações".
A planta da villa, que se repete no piso térreo e no andar nobre, é composta por uma grande e longa sala mediana, paralela à frente meridional, que se combina com o espaço de entrada da frente norte, dando vida a "uma figura espacial cruzada"; à esquerda da sala maior encontram-se salas menores, enquanto à direita se encontra "a solene escadaria, de duas rampas bastante abruptas, coberta por uma abóbada altíssima". Este contexto planimétrico "que na conexão dos dois espaços medianos encontra uma solução de manifesta monumentalidade", no juízo de Cevese "não parece habitual no panorama da arquitectura seiscentista local".
Consideradas as características estilísticas da villa e do oratório, Renato Cevese põe a hipótese de ambos serem da autoria do arquitecto Antonio Pizzocaro. Por consequência, uma construção de aspecto sóbrio e severo, mas ao mesmo tempo grandiosa e monumental que se impunha de forma incontestada, com os seus anexos rústicos e o oratório nobre, na paisagem rural do Barcon.
A villa foi, ainda, decorada no interior, embora não alcaçando um nível artístico comparável ao de muitas das outras villas do Véneto: além das traves pintadas, "que contribuém para atribuir à villa um aspecto de áurea magnificência", algumas salas do andar nobre apresentam frisos afrescados nos tectos, datados de fianis do século XVII ou inícios do século XVIII.

## O recinto do Barcon
Um outro mapa do ano de 1675 faz compreender melhor como se configurava toda a área do Barcon na segunda metade do século XVII; tal mapa foi desenhado depois duma súplica dirigida pelos condes Franzani aos Oficiais na Rason Vecchie de Veneza, para organizarem o recinto de campos do Barcon e as estradas que o serviam. Ester mostra que o projecto, realizado em seguida, consistia na construção dum único quadrilátero, cercado por um muro, no interior do qual se viriam a situar a villa com as galerias e a ermida, juntamente com a outra propriedade residencial da Palazzina, também essa propriedade dos Franzani na época; este derivará, precisamente, no recinto do Barcon do qual ainda hoje permanecem traços evidentes. Nota-se sobretudo que, no lugar da tortuosa estrada a levante, devia dar-se vida a uma estrada direita e longa que fechava o recinto daquele lado. Desta estrada, que durante a ocupação austríaca do século XVIII viria a ser chamada de "atrás do Barcon" (di dietro al Barcon), não restam quaisquer traços, mas ainda podem ver-se alguns resíduos da muralha que a contornava.
No que diz respeito à antiga casa senhorial denominada de Palazzina, situada a norte da villa e não muito afastada desta, nota-se que no século XVII aparecia dotada de pombal, galeria, horta e pátio, tudo recintado por um muro: estas construções sofreram várias modificações ao longo dos anos, mas foi conservado, por exemplo, o grande arco e poente que permite o acesso à propriedade a partir da estrada proveniente de Thiene.
Para finalizar este visita pelo passado dos edifícios e do território do Barcon serve de ajuda o mapa de orientação napoleónico da comuna de Sarcedo, datato 1809. Na precisa e racional visão do alto dos relevos do mapa pode intuir-se claramente a mole da villa e linha mais ténue representando a galeria, as arcadas e as construções rústicas que dividiam o pátio, a norte e a este, em dois; é importante notar já não existem os edifícios a sul, desmantelados no decurso do século XVIII, provavelmente em consequência duma menor actividade produtiva do complexo. Vê-se, no entanto, a superfície quadrada da torre colombófila, o que, por um lado, testemunha a sua existência ainda nesta data (permanecendo ainda por grande parte do século XIX) e, por outro, confirma a veracidade da representação seiscentista do complexo edificado. Interessante é observar, também, o grande rectângulo formado por 57 campos "cercados de muros", comprimido entre quatro estradas que o fecham ao longo dos quatro pontos cardeais, fruto da organização da propriedade operada depois de 1675.
Esta propriedade, junto com poucas outras, era tudo o que restava no território de Sarcedo do ramo dos "Franzani do Barcon", nos inícios do século XIX, do conjunto de quase quatrocentos campos possuidos por Domenico Franzani em 1665; poucos anos depois, em 1818, o último herdeiro, dom Francesco Franzani, seria o artífice da venda do complexo de edifícios do Barcon.

## A igreja de Santo António
Ao todo, são três os lugares de culto que estiveram em funções no complexo do Barco. O último, e o menos interessante do ponto de vista artístico, foi edificado na segunda metade do século XX para dar resposta às exigências da numerosa comunidade do Seminário menor de Pádua; tal capela foi acrescentada à extremidade oriental da ala de edifícios em linha com o palácio.
No andar nobre da villa, por outro lado, os Franzani construíram, no século XVII, a sua capela privada, dedicada à Imaculada, que se manteve em funções até aos tempos do Seminário, quando foi utilizada pelos professores-sacerdotes.
A mais importante, artisticamente mas também historicamente, entre as construções religiosas no Barcon, foi o oratório gentilício dedicado à Imaculada Concepção de Maria e a Santo António de Pádua. Tal oratório está voltado para a estrada do Barcon, a poucas dezenas de metros da villa, e apresenta uma porta de entrada com um frontão triangular, emoldurada por quatro lesenas coríntias que, por sua vez, apoiam o próprio frontão. No interior, o oratório apresenta o salão coberto por uma abóbada de berço e o presbitério com abóbada de aresta; o altar seiscentista, esculpido em mármore, é adornado com uma pala oitocentista que representa Santo António ao qual aparece a Virgem. Segundo Cevese "a segurança das informações e o refinamento dos moldes não puderam ser desenvolvidos se não com a intervenção de arquitecto bastante equipado", que ele identifica como Antonio Pizzocaro.
Sobre o altar da igreja, numa placa de mármore negro, encontra-se a seguinte inscrição:
D. V. T./
IM CONCEP. B.V.M. AC D. ANTONIO PAT./
D. NICUS PR ET ANGELUS EQS FIL. FRANZANI/
EX COMITIBS MEDUNAE/
PIETATE DUCTI VIRTUTE FORTUNAM/
ADEPTI P. P./
ANNO D.NI MDCLXVI
"A Deus Uno e Trio – à Imaculada Conceição da B. V. Maria e ao divino António de Pádua – o Sign. Domenico pai e o Cav. Angelo filho Franzani – dos Condes de Meduna – movidos pela devoção – tendo conseguido uma fortuna com a sua intervenção – levantaram – o ano do Senhor 1666".
A inscrição, a única que resta do complexo do Barcon, é muito importante e não só por nos fornecer a datação do oratório: esta escrita confirma acima de tudo que este ramo dos Franzani, tornados condes no ano de 1661, havia conseguido uma enorme fortuna graças ao trabalho, ao comércio, e tinha consciência disso, aop ponto de declará-lo publicamente e com orgulho; por outro lado faz acreditar que uma figura importante na idealização da residência senhorial e da igreja foi o cavaleiro Angelo, filho de Domenico, laureado em Filosofia e Lei, que evidentemente frequentou o mundo dos eruditos, os salões e as academias, e aplicou as suas próprias experiências e qualidades para nobilitar a imagem e a honra da própria família.
É esta a descrição que o arcipreste de Sarcedo, dom Francesco Zasa, faz do oratório por ocasião da sua visita oficial ao Barcon, no dia 19 de Setembro de 1668: 
"consta de excelente arquitectura; ornado de estátuas sobre o frontispício com um belíssimo altar e antepeito de pedra manchada e impressa entre variadíssimos entalhes e aquele que faz no meu caso as janelas e meias-luas polidissimamente vidradas com o altar portátil sagrado com três novas e belas toalhas, cruz, e candeeiros de bronze novos e Secreta. A Sacristia com o seu banco com cinco paramentos com camisas novas; um cálice não muito grande mas dourado e belo; um belo missal, e um para morto com sinais; e outras galanterias de ornamentos tanto na Sacristia como na Igreja. Os paramentos são de seda e de cinco cores, isto é, branco, encarnado, verde, roxo e negro com as suas bolsas e véus companheiros e corporais e purificadores e cordão branco. Existe ali um registo com a tabela para a preparação da missa onde se observa a benção prevista para poder ser admitido na atitude que aqui se celebra; e isto atesto com o meu juramento sendo assim a verdade".
A igreja de Santo António foi beneficiada, ao longo dos anos, de duas capelanias; a obrigação de celebrar missa foi seguramente motivo de prestígio para este oratório tão afastado da igreja paroquial de Sarcedo e ao qual se deslocavam, como se deduz de vários documentos, muitas pessoas. Porém, os dois ofícios também criaram problemas e preocupações pois, na segunda metade do século XVIII e nos inícios do século XIX, achou-se obrigado, por motivos hereditários, a garantir o desenvolvimento regular das missas em tempos em que as somas de dinheiro predispostas na época já não eram suficientes.
O primeiro ofício foi instituído pelo Conde Domenico, no seu testamento datado de 26 de Agosto de  1671, onde pode ler-se:
À minha igreja do Barcon (...) deixo que o reverendo Sacerdote que aquela oficiará ducados sessents ao a receber do meu herdeiro abaixo descrito cada ano à sua eleição ou em dinheiro, ou com a concessão de níveis ou campos arrendados e em caso de lhe serem atribuídos campos, que os trabalhadores sejam obrigados a fazer todas as aragens que sejam necessárias, devendo o sacerdote celebrar a dita missa todos os dias, concedendo-lhe, porém, um dia livre por semana, aplicando o sacrifício daquela segundo a minha intenção, pregando a assistir ao Terço e à Doutrina".
A segunda obrigação de missa deveu-se ao desejo do abade dom Girolamo Franzani, neto de Domenico, por testamento, e consistia na celebração de cinco missas por semana com a adição doutras duas missas infra mensem; esta capelania começou por ser oficiada no ano de 1743. Don Girolamo designou como herdeiro universal dos seus bens a Pia Opera di Carità de Vicenza, a qual, de facto, ainda era garante dos pagamentos estabelecidos para as missas em meados do século XIX.
Com estes dois ofícios, que providenciavam substancialmente a celebração de duas missas quotidianas, o oratório de Santo António no Barcon tornou-se, seguramente, num importante lugar de culto e de oração, situado praticamente a meio caminho entre as igrejas paroquiais de Sarcedo e de Thiene.

## As Damas Inglesas no Barcon
Depois que o último herdeiro Franzani "do ramo do Barcon" vendeu a propriedade, em 1818, fechou-se uma época para o histórico complexo arquitectónico: o Barcon sofreu no século XIX vários acontecimentos, com contínuas mudanças de mãos e desmembramentos da propriedade entre vários sujeitos, o que a levou, gradualmente, a uma perda de importância e de valor, até que foi adquirida pelas Damas Inglesas (Instituto da Beata Virgem Maria), de Vicenza, em 1877.
Este instituto promoveu uma notável obra de restauro de todo o complexo caído entretanto em ruína, e iniciou também a reestruturação segundo as novas funções que este assumira, ouseja, as de sede de vilegiatura estival dum colégio educativo.
Como relata o cronista do Instituto, as Damas Inglesas fizeram a sua entrada oficial no Barcon no dia 20 de Setembro daquele mesmo ano de 1877. Estas chegaram de comboio a Thiene e foram acolhiadas pela população que as recebeu calorosamente, acompanhando-as da estação até à localidade chamada do "Bosco dei preti"; dalì prosseguiram para a vizinha aldeia de Sarcedo, recolhendo assim à sua villa. Também os habitantes de Sarcedo acolheram as Damas com muito entusiasmo, tendo sido imprimido para a ocasião o seguinte folheto comemorativo:
OGGI XX SETTEMBRE MDCCCLXXVII IN SARCEDO
S’INAUGURA L’APERTURA DEL COLLEGIO
DELLE DAME INGLESI
QUESTO LUOGO AVVILITO
ABBANDONATO ALLA PROFANAZIONE DEL TEMPO
RISORGE A VITA NOVELLA
QUI VALOROSO DUCE
QUI CELEBRI INSTITUTRICI SAPIENTEMENTE DIRETTE
QUI IL FIORE DELLE GIOVINETTE EDUCANDE
QUI TUTTO FESTA ALLEGREZZA SPERANZA
SI FAUSTO GIORNO VERRA’ SEGNATO
SU BIANCA PIETRA
A NON PERITURA MEMORIA
"Hoje XX Setembro em Sarcedo/Inaugura-se a abertura do Colégio/Das Damas Inglesas/Neste lugar deprimido/Abandonado à profanação do tempo/Ressurge a vida nova/Que valoroso chefe/Que célebres instrutoras sabiamente rectas/Que a flor da juventude educam/Que tudo festa alegria esperança/Faustoso dia verá assinalado/Na branca pedra/A não perder memória."
As Damas Inglesas conseguiram, assim , em poucos meses, sob a sábia condução da madre superiora suor Teresa Surlera, estabelecer de novo o complexo residencial, devolvendo-o aos antigos esplendores. Esta monumental obra de restauro necessitou de grande empenho, sobretudo no aspecto económico: arranjo dos muros de cerca da propriedade, construção do novo muro da horta, restauro do palácio, construção de "novos anexos, latrina e cisterna".
O resultado foi deveras notável, como testemunha um desenho da época que mostra a parte senhorial do complexo: a villa foi magnificamente adornada por três estátuas no frontão triangular e por obelliscos e outros elementos decorativos na cornija; a ala em linha com o palácio foi transformada, ao que parece, em dormitório ou, talvez, tenha recebido salas de aula; a levante permanecia uma arcada onde seguramente se encontravam os estábulos e mais além, na parte mais meridional e, portanto, mais afastada da villa, os apartamentos para os trabalhadores.
Rumor, na sua comemoração fúnebre dedicada à superiora Surlera, disse que "a lei entusiasta da natureza, a lei que tinha um sentido refinado da beleza, que uma flor, uma erva dava alegria, a vida do Parco era uma festa contínua. Aqui ela dispendeu com fartura também do seu e assegurou às alunas presentes e futuras um recreio senhorial, ao colégio uma magnífica villa".
Uma confirmação posterior sobre as deploráveis condições do complexo antes da aquisição por parte das Damas Inglesas, e do esplendor readquirido depois da obra de restauro, encontra-se no soneto do poeta Giacomo Zanella, que nos últimos anos da sua vida presidiu à escola do Instituto, endereçou a Teresa Surlera no dia 28 de Setembro de 1877, poucos dias depois da instalação no Barcon. Este recita:
Qui, dove di fanciulle allegra schiera
Nell’aperta dei campi aura vitale,
Della rosata sanità primiera
Va ritemprando il fior soave e frale,
Era di tetti un’obliata e nera
Cadente nudità: per l’ampie sale
Battagliavano i venti e la buféra
Ruggìa nel sen delle deserte sale.
Chi lo squallente e affumicato ostello
Rese all’aura ed al sole, e di colori
Valse a rifarlo luminoso e bello?
Amor materno: amor che in ermo lido
E fin dell’Alpe fra i selvaggi orrori
Tesse alle amanti colombelle il nido.
"Aqui, onde de crianças alegre bando/Na abertura dos campos ar vital/Da rosada saúde primeira/Vai retemprando a flor suave e frágil

Era de tectos uma omissão e negra/decadente nudez: pelas amplas salas/batalhavam os ventos e a borrasca/rugia no seio das desertas salas.

O que ao defumado alojamento/Devolve o ar e o sol, e de cores/Ajuda a refazê-lo luminoso e belo?

Amor materno:amor que em erma costa/e até aos Alpes entre os selvagens horrores/Tece aos amantes pombos o ninho".
Esta composição foi mandada esculpir em mármore e depois colocada na villa, por dezoito ex-alunos da superiora Surlera, em 1892, por ocasião do 40° aniversário do superiorado. Como se viu na citação de Rumor, quando o Barcon foi adquirido pelas Damas o seu nome foi mudado oficialmente para il Parco; terá sido o próprio Zanella quem deu tal sugestão à superiora. De resto, ele provocava frequentemente, durante a férias estivais, a vigiliatura das Damas; a partir dali, ele havia acompanhado, nesse mesmo ano de 1877, os alunos numa visita ao museu geológico da Villa Piovene em Lonedo di Lugo, tendo composto depois de tal ocasião "Le Palme Fossili", uma das suas mais célebres composições.

## O Barcon sob a Diocese de Pádua
Trinta anos depois, chegou uma nova mudança de proprietários para o Barcon, a qual inaugurou a última gloriosa estação: a aquisição por parte da Diocese de Pádua.
Em Thiene, no ano de 1888, havia aberto a própria sede do Colégio Episcopal de Pádua graças ao interesse directo do bispo de então, o Cardeal Giuseppe Callegari; foi adquirido para tal propósito um edifício detido pela comuna, próximo da igreja da Concepção dos antigas freiras Dimesse, que hospedaria mais tarde o instituto médico pedagógico "Nordera". O colégio chegou a hopedar em poucos anos uma centena de colegiais e a adquirir a fama de óptimo instituto. Porém, a sede revelou-se, em pouco tempo, pouco adequada, seja pela impossibilidade de ampliar posteriormente os locais, seja porque a contrada era ruidosa e insalubre pela vizinhança de algumas indústrias.
Em 1907 foi eleito o novo bispo de Pádua, monsenhor Luigi Pellizzo, que se deslocou em visita ao colégio no dia 5 de Maio do mesmo ano; ele conhecia seguramente as novas exigências colocadas pela estrutura e, provavelmente na sequência da daquela mesma visita, decidiu procurar uma nova sede, descobrindo-a no próprio Barcon di Sarcedo. Por algumas cartas de correspondência entre o reitor do Colégio Episcopal e a superiora das Damas Inglesas relativas àquele Verão, descobre-se que as negociações já se encontravam num ponto avançado, tanto que se cita o projecto de modificções do edifício, de modo a adaptá-lo às novas funções que o colégio devia desenvolver.
Os trabalhos coinsistiam na demolição de algumas paredes e na construção doutras para criar novas salas; desta correspondência emerge, também, que o reitor se encontrou em dificuldades com o instituto porque, por exemplo, as Damas tardavam a desembaraçar o palácio e os anexos dos móveis e outros objectos de sua propriedade. Por outro lado, o colégio devia abrir na nova sede no dia 4 de Novembro daquele ano e esperavam-se 130 crianças para serem instaladas no palácio, sem contar com os prefeitos, e uma vintena de professores que haviam tomado lugar na palazzina ali vizinha.
Estavam, assim, em curso grandes trabalhos de ampliaçºao, adaptação e restauro; a aquisição do Barcon por parte do bispo Pellizzo foi oficialmente ratificada pelo contrato redigido no dia 9 de Dezembro de 1907, por uma cifra de 150.000 libras.
A nova sede do colágio manteve a velha denominação de "Collegio Convitto Vescovile di Thiene" por encontrar-se na comuna de Sarcedo e, ainda por cima, sob a Diocese de Vicenza. O problema relativo à diocese de pertença foi resolvido por um decreto da Sacra Congregação Concistorial, datado de 22 de Abril de 1912, o qual estabelecia que o território do Barcon seria passado para a jurisdição do bispo de Pádua "enquanto este se mantiver no comando ou pelo menos em uso do colégio ou seminário episcopal". Por este motivo, nos documentos da época, nas fotos e nos mapas, fala-se sempre de "il Barcon di Thiene".
No ano seguinte, 1913, festejou-se o 25° aniversário da fundação do colégio, cuja celebração foi assim descrita no Liber Chronicus do arquivo paroquial de Thiene: "A festa do XXV° resultou esplendorosíssima. Pela manhã teve lugar a missa do senhor Bispo, às 10 foi produzido o melodramma "Salvatorello" do maestro Sanffredini, executado por colegiais do colégio. Depois do almoço deu-se a prova de ginástica intercalada nos exercícios das várias equipas por marchas da Banda S. Gaetano. Fecharam a festa esplêndidos fogos hiusero e iluminação do Colégio por balões". Foi uma jornada importante na qual participou todo o clero de Thiene, além de numerosas e distintas personalidades.
Por ocasião deste aniversário foi publicado um opuscolo comemorativo muito interessante e rico de fotografias, que traçava brevemente a história do colégio; nesse diz-se que o colégio de Thiene na sua nova sede era "um dos mais cómodos e higiénicos institutos de educação", e foi assim descrito: 
"O Colégio surge no meio do campo aberto, é circundado por prado e horta com numerosos e espaçosos pátios. A área de propriedade do Colégio é fechado por um muro de cintura. A construção é formada por dois lados que se abrem na extremidade em ângulo recto voltado a sul, dos quais um mede 164 m. de comprimento e 15 de largura, e o outro 140 m. de comprimento e 15,10 de largura. Por outro lado, à distância de cerca de 50 m. fica uma sala com capacidade para uma dúzia de leitos, que serve como enfermaria de isolamento nas doenças contagiosas. Todo o mobiliário foi completamente renovado, obtendo-se ao mesmo tempo uniformidade, comodidade e uma certa elegância. O colégio dispõe de luz e corrente eléctrica, de aqueduto, de lavandaria, de forno, o qual dá um óptimo pão de farinha de puro trigo, que é adquirido pelo Colégio e moído no moínho eléctrico do Seminário de Pádua".
No que diz respeito à instrução, a publicação continua da seguinte forma:
"À escola liceal foram acrescentadas as técnicas e as preparatórias, e este ano também a primeira escola. A disposição escolar e liceal não deixa nada a desejar. Existe ali um bom gabinete de ciências naturais, que satisfaz as necessidades das matérias que se ensinam, e uma sala destinada à biblioteca do Colégio, que recolhe vários volumes. A melhor prova que o Colégio Episcopal de Thiene corresponde a todas as exigências de bom instituto de educação e de instrução tem-se no número sempre crescente de colegiais e no êxito dos exames públicos, a que muitos alunos se submetem junto dos institutos régios".
No ano escolar de 1907-1908 estavam presentes 146 colegiais e 27 externos, enquanto cinco anos depois, no ano lectivo de 1912-1913, o número de colegiais havia subido para 252 com 10 externos.
Entre Agosto e Setembro de 1913, pela primeira vez, os eclesiásticos do Seminário foram passar as férias ao Barcon, sendo estabelecido que este passaria a ser a sede ordinária e obrigatória de vilegiatura estival; antes desse ano, de facto, esses passavam as férias em família.

### As transformações do Barcon
Foi naqueles anos que vão de 1907 a 1913, que o complexo senhorial da Villa Franzan sofreu, depois das ocorridas no século anterior, as modificações definitivas e se transformou no Barcon: hoje, de facto, por "Barcon" entende-se o complexo de edifícios, sem distinção entre o palácio senhorial com igreja seiscentista e os edifícios construídos no século XX. Para chegar ao estado actual do complexo, não só foram demolidos todos os anexos rústicos, mas também a situação interna do palácio foi alterada para satisfazer as exigências do aparato administrativo do Colégio, primeiro, e do Seminário depois. Cevese define como "lamentável" a subdivisão da sala mediana do andar nobre, consequente a tais trabalhos, o que levou a um "penoso desmembramento" do mesmo andar; também o flanco da villa que dá sobre a estrada foi modificado no seguimento de tais trabalhos, recebendo uma janela curvilínea inserida numa tríade entre as duas janelas maiores e recebendo o brasão do bispo Pellizzo.
Torna-se necessária uma clarificação das mudanças arquitectónicas sofridas, que seguramente fizeram perder uma parte do antigo valor histórico-artístico do complexo, mas que foram necessárias para adaptá-lo às novas funções que o Barcon foi chamado a desenvolver. A partir de algumas fotos fundamentais, tiradas da já citada publicação de 1913, extrai-se que, no momento da aquisição por parte do bispo Pellizzo, ainda existia uma arcada com sete arcos, último resíduo, muito provavelmente, da antiga e extensíssima arcada que fechava em três dos lados a residência dos Franzani; na extrema direita existia uma casa de certas dimensões que era provavelmente a chamada palazzina, antes utilizada como habitação dos trabalhadores, no tempo das Damas Inglesas, e depois dos professores, como se percebe nas carta citadas.
Posteriormente teve lugar a primeira ampliação promovida pelo colégio, a qual consistia na elevação da ala de edifícios em linha com o palácio dominical; já com esta primeira intervenção a fisionomia da residência veio a mudar, perdendo parte do seu prestígio, uma vez que a villa já não se erguia em contraste com os baixos edifícios adjacentes, passando a estar flanqueada por um corpo quase com a mesma altura, separado por poucos metros dum apartamento com dois andares.
Com a segunda ampliação desapareceria definitivamente qualquer resíduo da antiga galeria, ergundo-se um outro edifício de notável volume, com três andares.
A terceira ampliação concluiria a obra, dando vida a uma homogénea ala residencial a leste, que seria prolongada posteriormente em direcção a sul; chegou assim o Barcon ao aspecto com que se apresenta nos nossos dias.
O opúsculo do XXV° aniversário reproduzia também uma planta topográfica do colégio que documenta como o Barcon se tornou, efectivamente, num único grande e contínuo edifício, cujos locais internos foram funcionalmente estruturados segundo as exigências do instituto religioso.
O palácio senhorial, centro arquitectónico do complexo, foiobviamente destinado à parte administrativa e representativa; no piso térreo, a sala mediana foi destinada a "sala de visitas", enquanto à sua esquerda uma primeira sala, que fazia de antecâmara, dava acesso ao estúdio do reitor; entrando, pelo contrário, na porta a norte, o primeiro local consistia na portaria: aqui eram acolhidos os rapazes porque, de facto, o acesso ao Barcon era feito através do portão e do pátio traseiro, entre a villa e a igreja; a nordeste encontravam-se as grandes cozinhas que deviam abastecer uma consistente comunidade e que possuiam, também, um forno para fazer pão.
No andar superior, que já não era o fulcro da residência como no tempo da "civilização das villas" quando era chamado de piano nobile (andar nobre), encontravam-se várias salas em parte destinadas à administração e em parte a alojamento. O longo edifício que prosseguia em linha com a villa cobria várias funções: principalmente refeitório para os estudantes no piso térreo, guarda-roupa no primeiro andar e alojamento para os professores no segundo; este finalizava com a capela do instituto sob a qual, no piso térreo, se encontravam as salas dos pianofortes e dos órgãos, onde se estudava música.
A outra ala de edifícios em ângulo recto com o corpo agora descrito era dedicada ao desenvolvimento das lições nas diversas aulas escolares e ao alojamento dos alunos em longos dormitórios.
O Barcon, assim disposto, estendia-se ao longo dum extenso pátio arborizado: na sua maior parte era destinado aos rapazes, enquanto a parte situada frente à villa estava estruturada como um jardim à italiana embelezado por uma fonte e reservado ao clero.

## Da Primeira à Segunda Guerra Mundial
O Barcon foidirectamente envolvido nos dosi grandes eventos trágicos do século XX, as duas [[Guerra Mundial|guerras mundiais; vejamos como.
Com o advento da Primeira Guerra Mundial a cidade de Thiene e as aldeias das redondezas foram envolvidas fortemente nas operações de organização de defesa, estando a frente colocada a não muitos quilómetros de distância. Nas colinas de Centrale e Sarcedo escavaram-se trincheiras para criar a "linha de resistência do Igna", a qual devia depois reunir-se com as trincheiras e redes de arame farpado de Villaverla-Motta até Malo, como cintura de defesa de Vicenza.
Em particular, depois da ofensiva austríaca de Maio de 1916, que envolveu sobretudo os préalpes do Véneto e o Altopiano di Asiago, tornou-se urgente a disposição de edifícios para abrigar o depósito de materiais, a direcção das operações militares e o acolhimento dos feridos. O Barcon foi assim destinado a hospital militar "de reserva e tampa”, onde prestavam serviço de enfermaria, além das alas ordinárias, e também a muitos senhores que se rendiam voluntáriamente face às exigências do momento.
Deste período conservam-se algumas fotos interessantes registadas pelo tenente Sante Gaudenzi que aqui passou alguns meses como oficial técnico da Ambulância cirúrgica da Armada n° 1.
Não dispomos de muitas outras notícias deste ano, mas sabe-se que, em consequência de tl facto, o colégio, no ano escolar 1916-1917, foi transferido para Pádua, deixando completamente livres os locais e à disposição da Saúde militar "que já lhes ocupava uma parte"; é portanto muito provável que não só naquele ano, mas por todo o curso da guerra o colégio tenha permanecido em Pádua, longe do Barcon.
Terminado este evento temporário que alterou a vida da população, em 1920 o Colégio Episcopal estava novamente a funcionar em Thiene, embora só alojasse 80 rapazes com as suas salas escolares; estavam quase extintos os tempos florescentes de antes da guerra. 
Chegou neste ponto um novo momento de mudança para o Barcon, antes duma ampliação das próprias funções: com carta pastoral datada de 13 de Julho de 1922, o bispo de Pádua estabelecia a divisão do Seminário menor (até à 5ª classe) do maior, e decidia levar o menor para o Barcon. Os alunos do colégio foram num peirmeiro momento transferidos em paret para Pádua e em parte para Este, mas a história do "Colégio Episcopal de Thiene" não se conclui aqui, pois em 1928 seria aberta uma nova sede em Thiene, próximo da antiga residência dos Condes Thiene, onde permaneceu até ao ano lectivo de 1953-1954.
O Barcon passou, então, a cumprir esta nova função, a de educar e instruir os futuros padres da Diocese de Pádua; os locais foram posteriormente modificados e adaptados, embora o grosso dos trabalhos já tivesse sido realizado pelo colégio.
Chegamos, assim, depois da Vintena Fascista, à Segunda Guerra Mundial. No Liber Chronicus do arquivo paroquial de Thiene, o período bélico do Barcon vem inaugurado com esta importante anotação, datada de 4 de Outubro de 1943, que leva rapidamente à vida da guerra e da ocupãção alemã: :"um destacamento de soldados alemães mecânicos (30 homens" “un reparto di soldati tedeschi meccanici (30 uomini) ocupam uma parte do Seminário no Barcon onde estabeleceram uam oficinan mecânica para reparação de canhões"”; segue-se uam outra anotação datada de 16 de Outubro: "embora os dois longos e espaçosos salões relativos às salas escolares da parte sudeste do Seminário tenham estado ocupadas por soldados alemães, todavia ontem, 15 de Outubro, os seminaristas regressaram. Algumas câmaras da divisão dos professores foram adaptadas a salas de aula; e hoje o senhor bispo veio cumprir a sólida e bela função de reabertura do ano escolar". 
Assim, de 1943 ao fim da guerra, continuaram a conviver no Barcon duas categorias de pessoas bastanet diferentes entre si: seminaristas e padres dum lado, soldados alemães do outro. A situação parece ainda mais paradoxal se se pensar que a partir de Fevereiro de  1944, depois dos bombardeamentos que atingiram Pádua, o Seminário maior foi transferido para Thiene e metade desses cléricos tomaram alojamento no Barcon, aumentando consequentemente a já numerosa comunidade, enquanto o resto foi instalado em vários outros edifícios.
Este destacamento de soldados havia destinado os locais ocupados a oficinas "Instandsetzung von Flakgerat" para a reparação de veículos, maquinaria e armas antiaéreas da Wehrmacht; trabalharam ali soldados de origem alemã, austríaca, húngara, além de alguns civis italianos da zona. A ocupção da última parte do seminário e do pátio virado a sul era, por outro lado, estratégica: foram instalados uyma metralhadora e um binóculo nas proximidades do portão grande a oeste, para o controle de toda a estrada do Barcon; por outrolado, na parcela de terreno frente ao edifício, em direcção a este, numa plataforma em cimento, foi instalado um canhão de grande alcance com telémetro para a medição das distâncias; dali os alemães tinham sob mira as vizinhas montanhas e os aviões aliados de passagem, embora, ao que parece, não tenha partido do Barcon o golpe que fez cair um avião americano em Sarcedo no dia 8 de Fevereiro de 1945. 
Parece que as relações entre o Seminário e a tropa alemã se mantiveram boas, graças também à benévola colaboração estabelecida entre o então director, dom Luca Candiotto, e o comandante da praça de Thiene, o coronel Georg Siemon, responsável também pelas oficinas do Barcon; este último salientou-se pelo espírito de equilíbrio e de humanidade, evitando algumas lutas e dores à comunidade e dando protecção e asilo a antifascistas italianos nas próprias cozinhas alemãs do Barcon. É preciso recordar que eles, no momento da retirada geral alemã da Primavera de 1945, receberam ordens do Comando supremo de fazer explodir os edifícios com todos os depósitos de material bélico; Siemon mandou evacuar dos edifícios os soldados em partida, fingiu executar as ordens, mas na realidade saiu em último lugar sem causar qualquer dano ao antigo complexo arquitectónico.
Concluído o conflito da Segunda Guerra Mundial, o Seminário menor voltou à normalidade e o Barcon acolheu-o por mais cerca de vinte anos; em 1968, a comunidade era composta por 230 seminaristas nas três classes médias, 17 sacerdotes, um grupo de clérigos e 7 freiras do Cottolengo.
Para o ano lectivo de 1969-1970, o seminário foi transferido para o antigo palácio dos Condes de Thiene, antiga sede do Colégio Episcopal, sendo depois aberta a nova sede de Tencarola.
O complexo de edifícios no Barcon foi vendido a privados citadinoss e desde então não voltou a desempenhar qualquer função em particular, apresentando um estado de abandono e desolação; Brazzale, interpretando quase quarenta anos da triste sorte a que foi destinado, reproduzia as palavras que o então reitor do Seminário usou ao abandonar definitivamente a sua sede, palavras que apetece recordar: Addio vecchio, glorioso, amico Barcon ("Adeus velho, glorioso, amigo Barcon").